# To Ashes
To Ashes – minialbum EP amerykańskiego zespołu Shadows Fall, będący pierwszym wydawnictwem w historii tej grupy. Album został wydany nakładem wytwórni Ellington Records, jedynie na 7-calowym winylu.

## Lista utworów
| 1. | "To Ashes" | 05:53 |
|    |            |       |
| 2. | "Fleshold" | 03:44 |
|    |            |       |
|    |            | 09:37 |
|    |            |       |

## Twórcy
- Philip Labonte – śpiew
- Jonathan Donais – gitara prowadząca
- Matthew Bachand – gitara rytmiczna
- Paul Romanko – gitara basowa
- Dave "The Knife" Germain – perkusja